# Aartsbisdom Beira
Het aartsbisdom Beira (Latijn: Archidioecesis Beirensis) is een rooms-katholiek aartsbisdom met als zetel Beira, in Mozambique. De aartsbisschop van Beira is metropoliet van de kerkprovincie Beira, waartoe ook de volgende suffragane bisdommen behoren:
- Chimoio
- Quelimane
- Tete

## Geschiedenis
Het aartsbisdom werd opgericht op 4 september 1940, als het bisdom Beira, uit delen van het nieuw verheven aartsbisdom Lourenço Marques, en was suffragaan aan het aartsbisdom Lourenço Marques. Op 4 juni 1984 werd het verheven tot metropolitaan aartsbisdom. 
Het verloor meermaals gebied bij de oprichting van de bisdommen Quelimane (1954), Tete (1962) en Chimoio (1990). 

## Parochies
Het aartsbisdom had in 2022 een oppervlakte van 78.018 km2 en telde 1.918.000 inwoners waarvan 55,6% rooms-katholiek was.

## Ordinarii

### Bisschoppen
- Sebastião Soares de Resende (21 april 1943 - 25 januari 1967)
- Manuel Ferreira Cabral (3 juli 1967 - 1 juli 1971)
- Altino Ribeiro de Santana (19 februari 1972 - 27 februari 1973)
- Ernesto Gonçalves da Costa (23 december 1974 - 3 december 1976)

### Aartsbisschoppen
- Jaime Pedro Gonçalves (bisschop: 3 december 1976, aartsbisschop: 4 juni 1984 - 14 januari 2012; coadjutor sinds 19 december 1975)
  - Francisco João Silota (hulpbisschop: 18 januari 1988 - 19 november 1990)
  - João Carlos Hatoa Nunes (apostolisch administrator: 14 januari 2012 - 29 juni 2012)
- Claudio Dalla Zuanna (29 juni 2012 - heden)
  - António Manuel Bogaio Constantino (hulpbisschop: 13 december 2022 - heden)

## Galerij van afbeeldingen

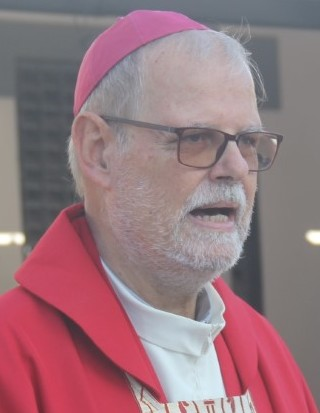
Aartsbisschop Claudio Dalla Zuanna (2012-heden)